# 米夏埃尔·格雷戈里奇
米夏埃尔·格雷戈里奇（德語：Michael Gregoritsch，1994年4月18日—）是一位奥地利足球运动员，現效力于丹麥超級足球聯賽俱乐部邦比，并代表奥地利国家足球队参加国际比赛，于场上可司职前锋或翼锋。

## 俱乐部生涯
格雷戈里奇于6岁时在格拉茨AK的青训营开启了自己的足球生涯。在那里，他曾经历各种不同年龄段的梯队，并且经常成为所在梯队的最佳射手。其中在2005-06赛季出场15次及射入17球，2006-07赛季则是在22场比赛中射入36球。2008年6月，他前往卡普芬贝格追随自2006年起便在那里担任主教练的父亲维尔纳·格雷戈里奇。小格雷戈里奇于2008-09赛季再度刷新自己的成绩，在代表俱乐部青年队参加的18场比赛中射入31球。他在青年时期取得的最大成就是2008年随施泰尔马克U15选拔队夺得了全国青少年足球锦标赛冠军。他是选拔队中六位来自卡普芬贝格的球员之一。他还是这项赛事的最佳射手，其中在以7比0战胜蒂罗尔选拔队的比赛中，格雷戈里奇上演帽子戏法，并就此奠定了奥地利冠军的基础。
2009年8月22日，格雷戈里奇迎来了施泰尔马克州级联赛（第四级）首秀，在争冠组第三轮以1比1战平安热尔（SV Anger）的比赛中，他于第73分钟替换队友马库斯·潘泽尔登场。然后他回到俱乐部的青年队，并自该赛季的第12轮起逐渐增多在州级联赛队伍中的亮相。格雷戈里奇在州级联赛的前两个入球都是在2010年4月18日主场以4比0战胜UFC费灵的比赛中射入。而早在2008-09赛季奥超联赛的最后一轮比赛中，他便在对阵维也纳快速的比赛中被列入职业队的替补名单，但未获出场。2010年4月14日，格雷戈里奇终于迎来国内顶级联赛的首秀，在对阵奥地利维也纳的比赛中于第80分钟替补米夏埃尔·蒂贝尔登场。在仅两次触球后，他便为卡普芬贝格取得1比0的领先优势，并因此成为奧地利足球超級聯賽历史上最年轻的入球者。 比赛最终以1比1结束。凭借这一入球，格雷戈里奇还成为继1986年5月2日的米夏埃尔·宾德之后，取得顶级联赛首球第二快的球员。后者当时在代表阿德米拉勇敢对阵维也纳快速的比赛中（2比5落后）于第78分钟替换格哈德·罗达克斯亮相，并于同一分钟内将比分射为3比5。宾德于十二天后迎来自己的17岁生日，这比格雷戈里奇射入首球的年龄大了近一岁。
2011年夏天，格雷戈里奇被德国足球甲级联赛俱乐部霍芬海姆1899签入，并获准仍然留在老东家为期一个赛季。当他父亲于2011年从卡普芬贝格的主教练岗位离职后，格雷戈里奇在下半赛季仅可跟随俱乐部的业余队作赛。至2012-13赛季，格雷戈里奇终于来到霍芬海姆，他在那里可以跟随一线队训练并以主力身份跟随身处西南地区联赛（第四级）作赛的二队比赛以积累经验，于28场比赛中射入11球。至2013-14赛季，格雷戈里奇被租借至圣保利参加德乙联赛。至2014-15赛季，他与霍芬海姆的合同再续签一年至2016年6月30日届满，继而又被租借至德乙俱乐部波鸿。
2015年4月，格雷戈里奇被波鸿买断，但至新赛季开始之前于2015年7月又转会至德甲俱乐部汉堡。他在那里获得了一份期至2019年6月30日的合同以及23号的球衣号码。格雷戈里奇代表汉堡参加的首场德甲比赛是2015-16赛季首轮客场以0比5不敌拜仁慕尼黑的揭幕战，他在这场比赛中首发亮相并打满全场。格雷戈里奇的首个德甲入球则是在第五轮客场对阵因戈尔施塔特04的比赛中取得，他于第87分钟主罚任意球直接破门，帮助球队以1比0取胜。此后，格雷戈里奇又分别在2015年11月28日客场以3比1战胜云达不来梅的北方德比中、以及第34轮客场以3比1战胜奥格斯堡的比赛中完成任意球破门，使他在自己的德甲处子赛季中，成为联赛中以直接任意球得分最多的球员。
至2017-18赛季，格雷戈里奇转会至另一家德甲俱乐部奥格斯堡，并获得一份为期五年的合同。他在奥格斯堡的首个赛季便射入13球，创造了队史单赛季进球纪录。

## 国家队生涯
格雷戈里奇自2011年起便开始代表奥地利21岁以下国家足球队参赛。期间该队接连错过2013年和2015年歐洲U-21足球錦標賽的决赛圈参赛资格。2015年11月17日，奥地利U21在菲尔特对阵德国U21的2017年U21欧锦赛预选赛中以2比4败北，格雷戈里奇包办了奥地利的全部两个入球。奥地利位居德国之后名列小组第二，获得参加附加赛的资格，但最终不敌西班牙U21。但格雷戈里奇则因入选了成年组国家队而未能参加这些附加赛。
2016年8月底，格雷戈里奇首次获得奧地利國家足球隊的征召。他于2016年9月5日客场以2比1战胜格鲁吉亚的2018年世界杯欧洲区预选赛中完成成年组国家队首秀。

### 国家队入球
奥地利队的比分及入球列前。
| #  | 日期          | 场地                              | 对手   | 入球 | 比分 | 比赛   |
| -- | ------------- | --------------------------------- | ------ | ---- | ---- | ------ |
| 1. | 2018年3月27日 | 卢森堡卢森堡城，若西·巴特尔体育场 | 盧森堡 | 3–0  | 4–0  | 友谊赛 |